# Hamilton Nationals
Gli Hamilton Nationals sono una squadra professionistica di lacrosse, facente parte della Major League Lacrosse, con sede a Hamilton, Ontario, Canada. Sono l'unica squadra canadese della lega, e nel 2009, loro primo anno di attività, avevano sede a Toronto e giocavano con il nome di Toronto Nationals, denominazione con cui avevano vinto il campionato. In seguito, si sono trasferiti ad Hamilton, e nel 2011 sono di nuovo giunti in finale di playoff, raccogliendo stavolta una sconfitta.